# Gajda Róbert
Gajda Róbert (Berettyóújfalu, 1978. március 29. –) magyar pedagógus, politikus, országgyűlési képviselő.

## Életpályája

### Iskolái
1996-ban érettségizett a Karácsonyi János Katolikus Gimnáziumban Gyulán. 2000-ben végzett a Nyíregyházi Főiskola Tanárképző Karán, mint rajz szakos pedagógus. Még ugyanebben az évben hittanári végzettségett kapott a Szent Atanáz Görögkatolikus Hittudományi Főiskola Hittudományi Karán. 2005-ben a Debreceni Egyetem Bölcsészettudományi Karán etnográfus lett levelező tagozaton.

### Politikai pályafutása
2001 óta a Fidesz tagja. 2004–2009 között a Fidelitas elnökségének tagja volt Szijjártó Péter elnökletével. 2006–2010 között a Gyula Város Önkormányzatának tagja volt. 2010-től Gyula alpolgármestere. 2010–2014 között országgyűlési képviselő volt. 2010–2014 között az Önkormányzati és területfejlesztési bizottság tagja volt. 2010–2014 között a Emberi jogi, kisebbségi, civil- és vallásügyi bizottság, valamint az Emberi jogi, kisebbségi, civil- és vallásügyi bizottság hatáskörébe tartozó törvények végrehajtását, társadalmi és gazdasági hatását figyelemmel kísérő albizottság (Ellenőrző albizottság) tagja volt. 2014. július 1-én lett a Békés Megyei Kormányhivatal igazgatója. Orbán Viktor miniszterelnök 2017. január 15-én felmentette hivatalából. 2017 februárjában az Erdélyi Gazdasági Térség végrehajtásával bízták meg.